# 山形和行
山形和行（やまがた かずゆき、1948年 - ）は、日本の航空会社・全日本空輸の元操縦士・機長。ユニークな機内アナウンスをする山形機長として知られている。

## 来歴
1948年、大阪府布施市（現・東大阪市）出身。
航空大学校を卒業し、1971年に全日本空輸に入社。同年、副操縦士となる。1976年、機長資格を取得。国内線を主に担当していた。1984年ごろからユニークな機内アナウンスをするようになる。「本日も世界で最も安全な翼ANAをご利用いただきありがとうございます」、「天使のいたずらで飛行機が揺れることもございますが、飛行の安全性にはまっっったく影響ございません」といった特徴的なアナウンスを行なっていた。1992年より、国際線を主に担当するようになった。2002年、再び国内線主体となる（近距離国際線にも従事）。2008年、60歳のこの年、航空身体検査附加試験に合格し、定年を延長する。
2008年、ベスト・ファーザー in 関西を受賞（一般部門）。
2010年、全日空401便（神戸発札幌行）で飛行時間20,000時間を達成。2013年、ラストフライトとなる全日空30便（伊丹発羽田行）をもって、全日空を退職。総飛行時間21,323時間。無事故。ダイバートもなかった。
全日空退社後は、【夢 実現】未来工房の代表に就任し、全国各地で講演活動を行なっている。他にも、(株)エグゼ 旅サロン・ユウの顧問、一般社団法人日本生活文化推進協議会の委員なども務める。

## 著書
- 『日めくり 名物機長のつぶやき「空 高く」』 JDC出版、2007年、ISBN 978-4890083992
- 『世界一のココロの翼を目指した "名物機長"のホスピタリティ 〜いつも笑顔で目指そう! 完璧! 感動! 感謝!〜』 ごま書房新社、2013年、ISBN 978-4341085483
- 『「名物機長」の"夢 実現"フライト人生: "打たれた杭"を支えた「訓え」とは』ごま書房新社、2017年、ISBN 978-4341086886

## 操縦資格
- ボナンザE-33
- YS-11
- L-1011
- ボーイング727
- ボーイング767
- ボーイング747-400

出典："名物機長"のホスピタリティ

## 逸話・その他
- その特徴的なユニークな機内アナウンスは、不快に思う乗客（仕事で疲れているビジネスマンや身内に不幸のあった人など）もいるが、多くの乗客には概ね好評でファンレターなどを多くもらっている[1]。
- 機長経験者としては珍しい複数[1]のファンクラブの存在する機長である[5]。